# James Watt
James Watt (Greenock Escòcia, 19 de gener de 1736 - Handsworth, Birmingham, Anglaterra, 19 o 25 d'agost de 1819) va ser un matemàtic, inventor i enginyer escocès, que va viure i treballar a Birmingham, Anglaterra.
Amb motiu de la reparació d'una màquina de vapor de Newcomen, ideà una sèrie de perfeccionaments per a aprofitar més bé el vapor mitjançant un condensador separat (1765); poc després (1769) patentà el seu invent. Les seves millores a la màquina de vapor van ser fonamentals per la Revolució industrial al Regne Unit i a tot el món. Ideà diversos sistemes per a la conversió del moviment alternatiu en rotatiu; ideà també l'èmbol de doble efecte (1785) i el famós regulador de boles que duu el seu nom. Per la seva contribució en desenvolupar l'enginy hom el considera, sovint, com el veritable creador de la màquina de vapor moderna.

## Biografia

### Inicis
James Watt va néixer el 19 de gener de 1736 a Greenock, Renfrewshire, un port al Fiord de Clyde. El seu pare era mestre d'aixa, propietari de vaixells i contractista, mentre que la seva mare, Agnes Muirhead, provenia d'una família distingida i tenia una bona educació. Tots dos eren presbiterians i covenanters convençuts. L'avi de James, Thomas Watt, va ser professor de matemàtiques i batlle del Baró de Cartsburn.
La seva precaria salud infantil va aconsellar que James no assistis a l'escola de forma regular, i majoritàriament va ser educat a casa per la seva mare, assistint posteriorment a l'escola de gramàtica de Greenock. Demostrava una gran habilitat manual i aptitud per les matemàtiques, encara que el llatí i el grec no li deien res, interessant-se per les tradicions i llegendes escoceses.
Tenia un germà anomenat John, que va morir en un naufragi quan en James tenia disset anys.
Quan tenia 18 anys, la seva mare va morir i la salut del seu pare va començar a empitjorar. Watt va anar a Londres per a estudiar la fabricació d'instruments de mesura durant un any; Després, amb 21 anys, va tornar a Escòcia – a Glasgow – amb la intenció de muntar un negoci de fabricació d'instruments. Però com que no havia fet d'aprenent almenys durant set anys, el gremi de "martellers" de Glasgow (tots els artesans que feien servir martells) li van denegar la sol·licitud, encara que en tota Escòcia no hi havia cap més fabricant d'instruments.
Per aquest fet, les esperances de Watt haurien estat poc menys que frustrades i probablement les seves energies i inventiva s'hauríen orientat cap a una direcció diferent si no hagués estat pel suport dels professors de la Universitat de Glasgow. L'any 1757, aquest òrgan docent, que en aquell moment comptava amb alguns dels grans homes del saber del moment - Smith, l'economista polític, Joseph Black, el químic, i Robert Simson, el geòmetra -, va donar suport a Watt concedint-li el títol de constructor d'instruments matemàtics de la universitat, amb tots els privilegis del seu càrrec, amb residència dins del seu seminari, al costat de l'apartament ocupat pels cèlebres impressors Foulis. Va continuar treballant en la seva vocació en aquest espai durant uns sis anys, temps en el qual es va dedicar a l'adquisició de coneixements científics. Va ser durant aquest període, també, quan va establir una forta amistat amb el Dr Joseph Black, un nom associat a la valuosa aportació al coneixement de la dinàmica de la calor, i també amb Robinson, un estudiant de la universitat de Glasgow, i que posteriorment ocuparia la càtedra de filosofia natural de la universitat d'Edimburg.
El 1764, Watt es va casar amb la seva cosina Margaret Miller, amb qui va tenir cinc fills, dos dels quals van sobreviure fins a l'edat adulta. Margaret va morir de part el 1772. El 1777, Watt es va tornar a casar amb Ann MacGregor, filla d'un fabricant de tints de Glasgow, que li va sobreviure. Va morir el 1832. Tot i que diverses fonts donen com a data de mort la del 19 d'agost de 1819, les fonts contemporànies indiquen que ho va fer el 25 d'agost i que va ser enterrat el 2 de setembre. La data del 19 d'agost té l'origen en la biografia La vida de James Watt (1858, p. 521) de James Patrick Muirhead. Muirhead era nebot de Watt i, per tant, hauria d'haver estat ben informat. La data del 25 d'agost apareix també en diaris contemporanis (per exemple, a la pàgina 3 de The Times del 28 d'agost) així com en un resum i codicil de l'última voluntat de Watt.

### Experimentació amb el vapor

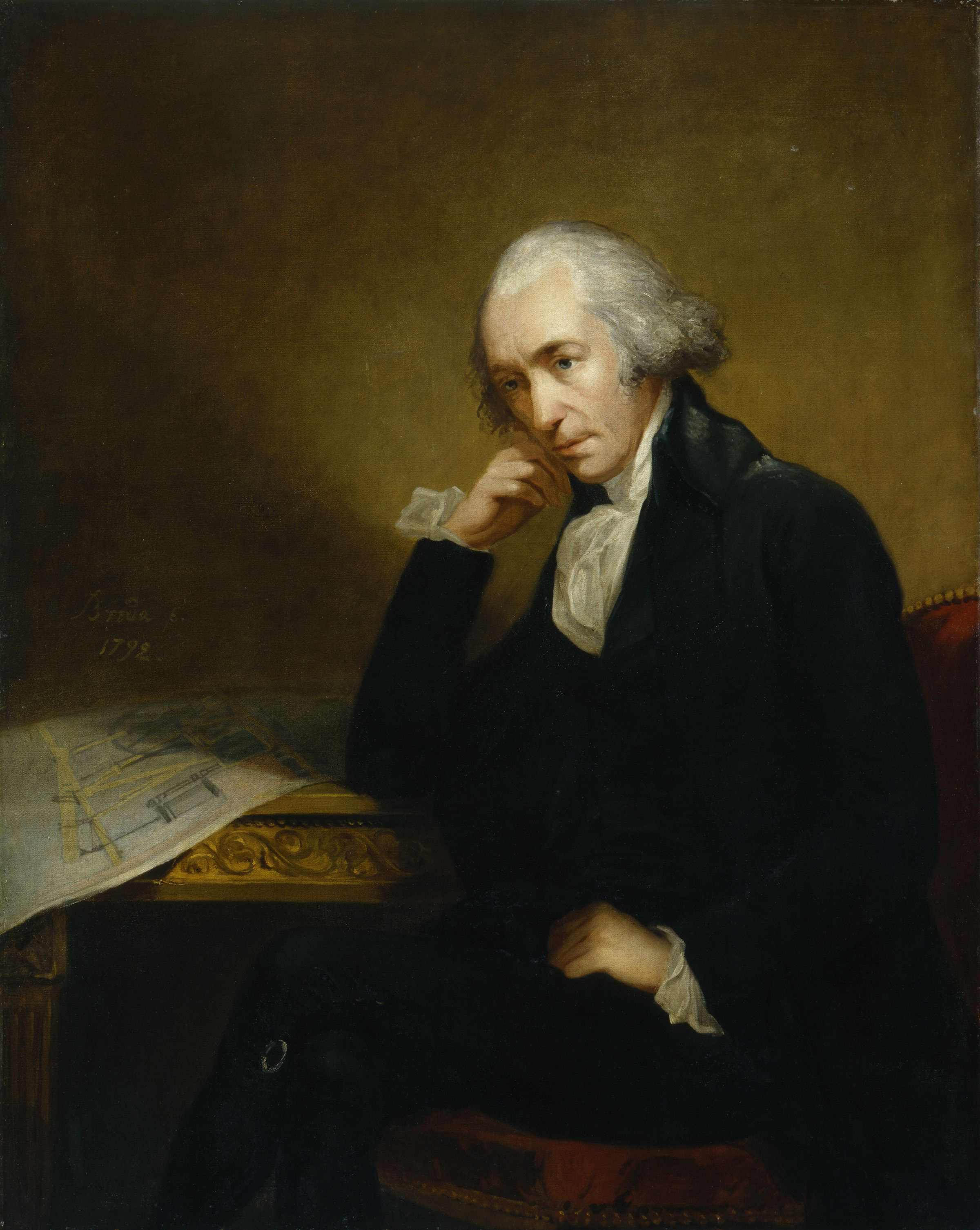
James Watt, l'any 1792, en una pintura de Carl Frederik von Breda (National Portrait Gallery, Londres)

Al cap de quatre anys d'obrir el taller, un amic seu, el professor John Robison va dirigir la seva atenció a l'ús del vapor com a font d'energia, i Watt va començar a experimentar-hi. Watt no havia vist mai a funcionar cap màquina de vapor, però va provar de construir-ne un model. No va funcionar bé, però va continuar els seus experiments i va començar a llegir tot el que podia sobre el tema. Va descobrir de forma independent la importància de la calor latent per entendre el motor, que, sense saber-ho ell, Black s'havia fet famós per haver descobert alguns anys enrere. Va saber que la Universitat tenia un model de màquina de Newcomen, però que era a Londres per reparar-se. Va aconseguir que la universitat el fes tornar, i va fer les reparacions ell mateix el 1763.
Aquestes primeres idees desplegades en trobar la solució als problemes que tenia la màquina van fixar la seva atenció, i es va aplicar des de llavors a treure aquesta màquina de l'estat d'insignificança, i portar a l'esfera de poder que va creure havia d'ocupar entre les arts mecàniques. Després de molts anys de perseverant aplicació, va construir la seva primera màquina tan poderosa, que el cilindre tenia 18 polzades de diàmetre. La finalitat d'aquest equip no era desaiguar mines, com les primeres Newcomen, sinó aplicar-la com un nou poder à les fàbriques, impactant de forma important en la prosperitat d'Anglaterra i els Estats Units.
També funcionava amb prou feines, i després de molts experiments va demostrar que al voltant del 80% de la calor del vapor es consumia per escalfar el cilindre, perquè el vapor de dins es condensava per un raig d'aigua freda que s'hi injectava. La intuïció crítica que va tenir va ser fer condensar el vapor en una cambra separada a part del pistó, i mantenir la temperatura del cilindre igual a la del vapor injectat. Cap al 1765 ja tenia un model que funcionava.
Ara tocava una llarga lluita per produir un motor a escala natural. Això requeria més capital, part del qual va venir de Black. Va tenir un suport més substanciós per part de John Roebuck, el fundador de la foneria Carron, a prop de Falkirk, amb qui va formar una societat. Però la dificultat principal era mecanitzar el pistó i el cilindre. Els treballadors metal·lúrgics de l'època eren més ferrers que no pas maquinistes, i els resultats deixaven molt per desitjar. Es va gastar molt de capital per aconseguir una patent realment innovadora. Es va aconseguir una pròrroga de la patent (que en aquella època requeria l'aprovació del Parlament). Escanyat de recursos, Watt va haver d'agafar feina d'agrimensor durant vuit anys. Roebuck va fer fallida, i Matthew Boulton, que era l'amo de la Foneria Soho a prop de Birmingham, va comprar-li els seus drets a la patent. Watt i Boulton van formar una associació que va tenir un èxit espectacular (Boulton & Watt), que va durar els següents vint-i-cinc anys.

### La màquina de vapor viable

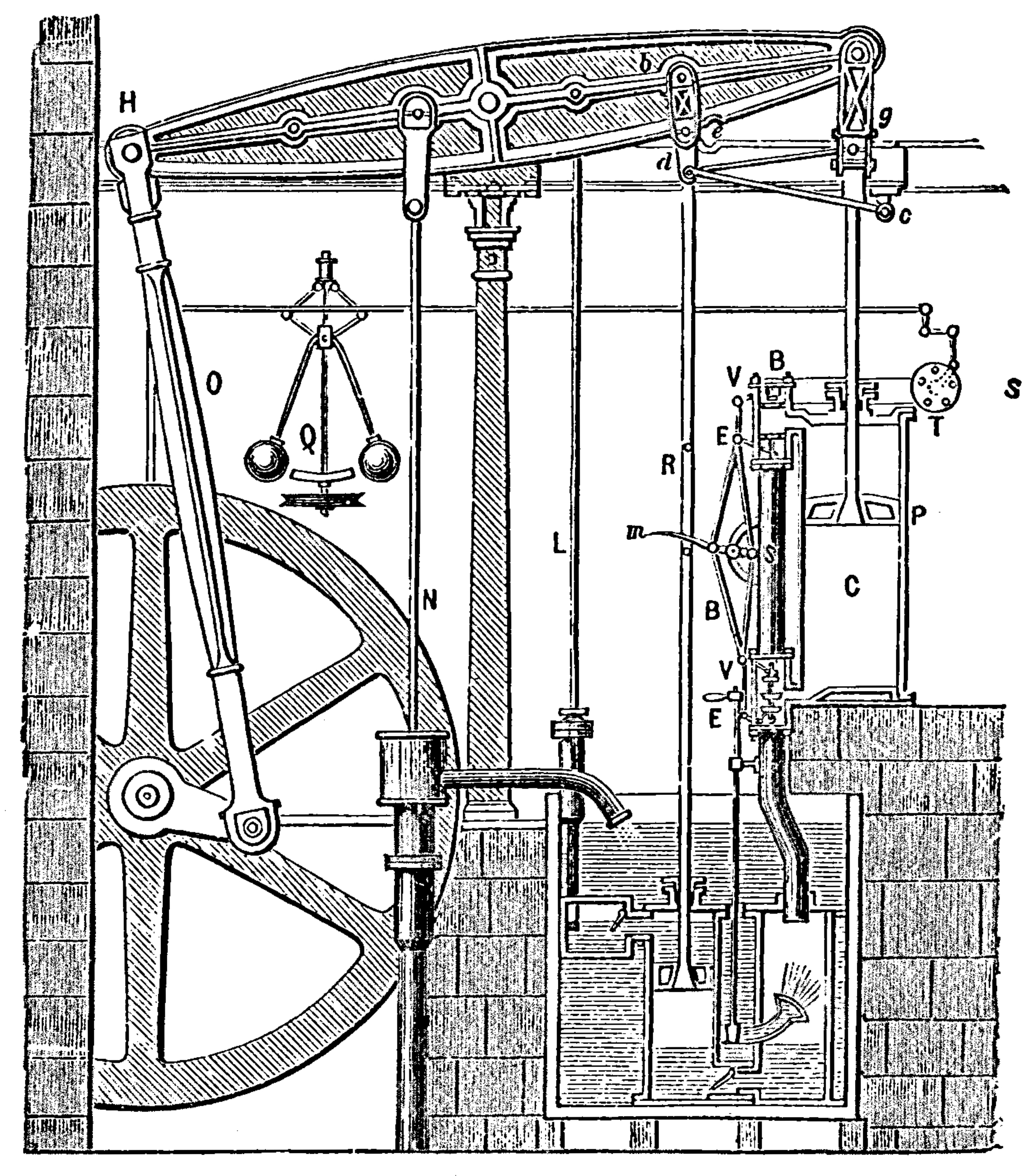
Motor de vapor dissenyat per Boulton & Watt. Gravat d'un motor de 1784.

Per fi, Watt tenia accés a alguns dels millors treballadors metal·lúrgics del món. La dificultat de fabricar un gran cilindre amb un pistó que hi anés a la mida justa va ser resolta per John Wilkinson, que havia desenvolupat tècniques de foradar amb precisió per fer canons a Bersham, a prop de Wrexham, Gal·les del Nord.
Finalment, el 1776, es van instal·lar i fer funcionar els primers motors en empreses comercials. Aquests primers motors es feien servir com a bombes, i produïen només el moviment recíproc per moure les bieles de la bomba al final de l'eix. Van començar a arribar comandes i durant els cinc anys següents, Watt va estar molt ocupat instal·lant més motors, la majoria a Cornualla per bombar aigua fora de les mines.

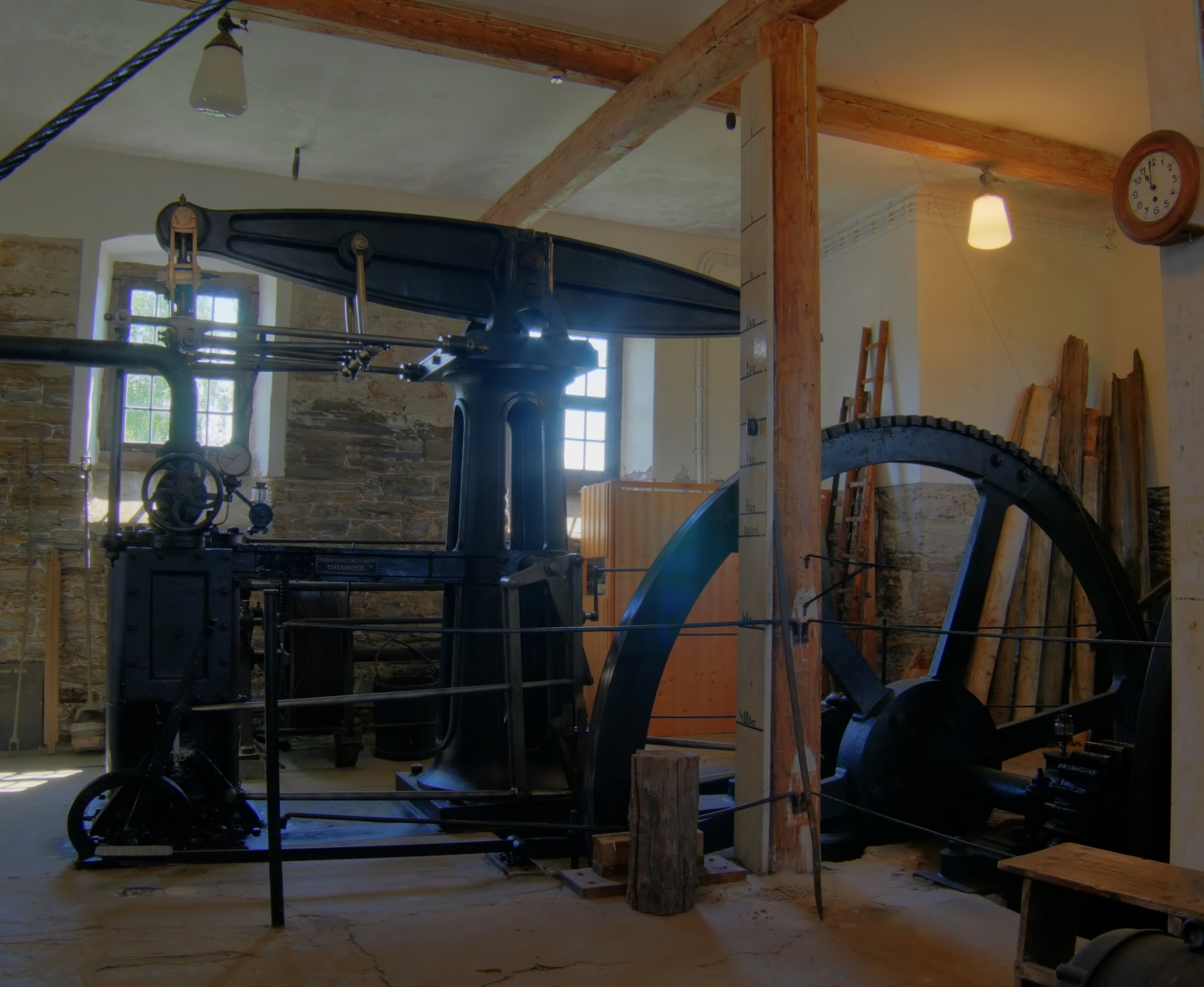
Reproducció de la màquina de vapor de James Watt

El camp d'aplicació de l'invent es va eixamplar enormement quan Boulton va demanar a Watt que convertís el moviment recíproc del pistó per produir energia rotacional per llimar, teixir i moldre. Encara que la maneta semblava la solució més lògica i òbvia per aquesta conversió, Watt i Boulton no van poder-ne aconseguir la patent, ja que el seu propietari, James Pickard i els seus socis van proposar d'intercanviar la patent per la de la cambra de condensació externa. Watt s'hi va negar rotundament, i van esquivar la patent amb el seu engranatge de sol i planeta el 1781.
Durant els sis anys següents, va fer una colla de millores i modificacions a la màquina de vapor. Un motor de doble actuació, on el vapor actuava alternativament a banda i banda del pistó, en va ser una. Una vàlvula per controlar la potència del motor, i un regulador de boles (centrífug) per evitar que "se n'anés", van ser molt importants. Va descriure un motor compost, que en connectava dos o més. Se li van donar dues patents més per això el 1781 i 1782. Moltes altres millores que facilitaven la fabricació i la instal·lació es van anar implementant contínuament. Una d'aquestes preveia l'ús de l'indicador de vapor que produïa un dibuix informatiu de la pressió al cilindre respecte al volum, que va mantenir com a secret industrial. Un altre invent important, del qual Watt n'estava especialment orgullós va ser el moviment paral·lel/acoblament a tres barres, que era especialment important per motors de doble acció, perquè produïa el moviment en línia recta requerit per la biela i la bomba del cilindre a partir de la biga mòbil connectada, l'extrem de la qual es mou en un arc circular. Això es va patentar el 1784. Aquestes millores juntes van produir un motor que era fins a cinc vegades més eficient en l'ús del combustible que la màquina de Newcomen.
A causa del perill d'explosió de les calderes i els problemes continus de fuites, Watt es va oposar des del principi a fer servir vapor a alta pressió: tots els seus motors feien servir vapor a pressió molt baixa.
El 1794, els socis van fundar l'empresa Boulton and Watt per fabricar exclusivament màquines de vapor, que va tenir molt èxit. El 1824 ja havia produït 1164 màquines de vapor amb una potència nominal total d'uns 26.000 cavalls. Boulton va demostrar ser un gran home de negocis, i tots dos van guanyar una fortuna.

### Mètode i personalitat
Watt era un inventor entusiasta, amb una imaginació fèrtil que de vegades li impedia d'acabar les seves obres, perquè sempre hi trobava "una millora més i prou". Era hàbil amb el treball manual, i també era capaç de dur a terme mesures científiques de forma sistemàtica que poguessin quantificar les millores que feia i li permetessin d'entendre millor el fenomen amb què estava treballant.
Era un cavaller, molt respectat per altres homes importants de la Revolució Industrial. Era un membre clau de la Societat Lunar (Lunar Society), i molt buscat com a company de conversa, sempre interessat a expandir els seus horitzons. Com a home de negocis no era cap cosa de l'altre món, i odiava especialment regatejar i negociar condicions amb els que volien utilitzar la màquina de vapor. Fins que es va retirar, sempre va estar molt preocupat per les seves finances, i era força patidor. Va tenir amistats franques i duradores amb els seus socis i amics.

### Últims anys

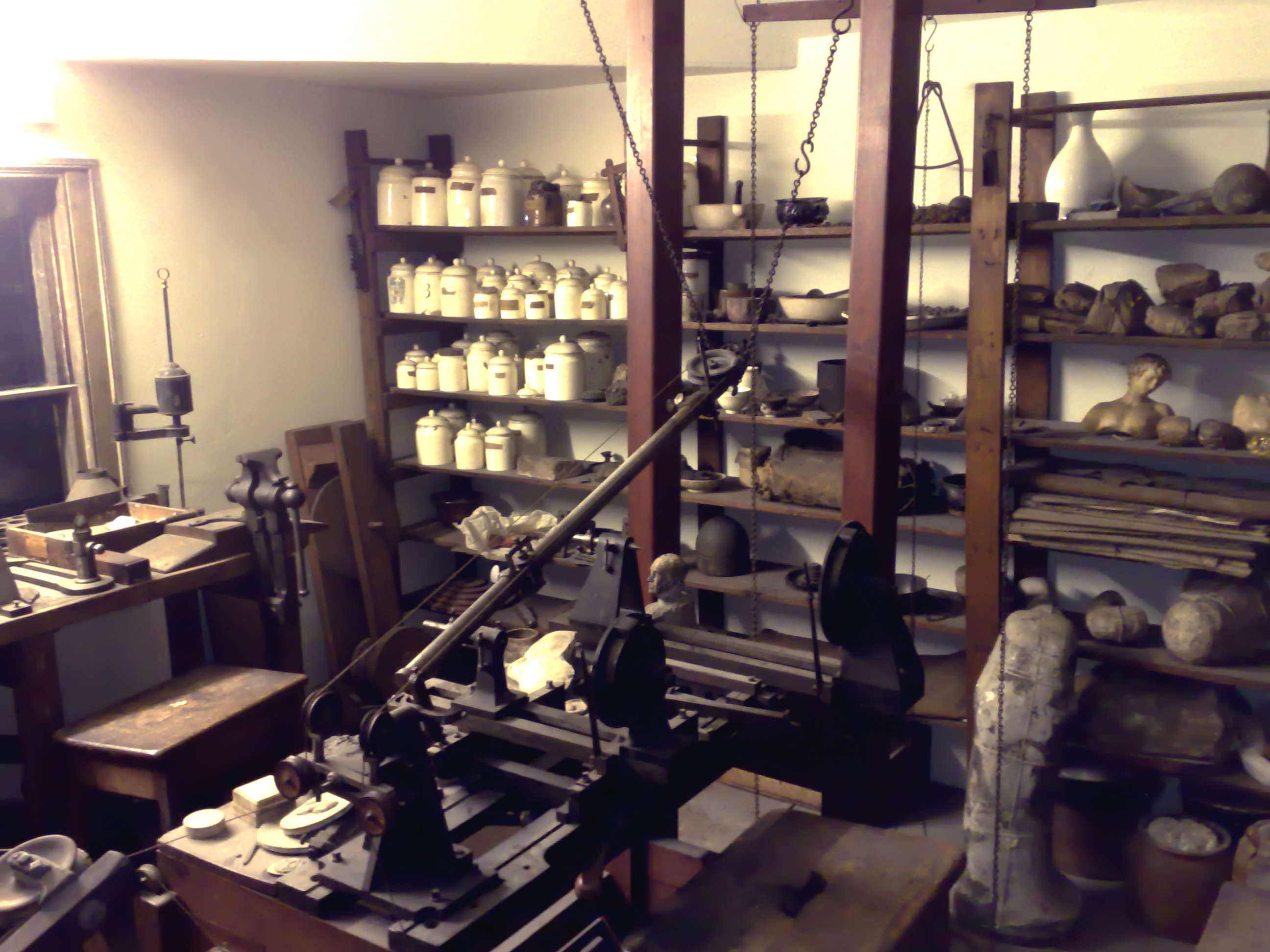
Taller de James Watt

Watt es va retirar el 1800, el mateix any que caducava la patent fonamental i la seva societat amb Boulton. La societat es va traspassar als fills dels dos homes, Matthew Boulton i James Watt Jr. L'enginyer William Murdoch, que havia estat molt temps a l'empresa es va convertir en soci, i l'empresa va prosperar.
Watt va continuar inventant d'altres coses abans i durant el seu semi-retir. Va inventar un mètode nou per mesurar distàncies amb el telescopi, un dispositiu per copiar cartes, millores al llum d'oli, una premsa per a eixugar roba a vapor i una màquina per copiar escultures. A la seva casa de Handsworth Heath, Staffordshire, va habilitar com a taller una torreta, i allà va treballar en molts dels seus invents.
Amb la seva segona dona va viatjar per França i Alemanya, i va comprar una propietat a Gal·les a Doldowlod House, a prop de Llanwrthwl.
Va morir el 25 d'agost de 1819 a la seva casa de Handsworth, prop de Birmingham als 83 anys. Va ser enterrat el 2 de setembre.
El taller de la torreta que Watt feia servir durant el seu retir es va deixar tancat amb clau i no es va tocar fins al 1853, quan el seu biògraf J.P. Muirhead el va visitar. Des de llavors, va ser visitat algun cop més, però tampoc no es va tocar, com una mena de santuari. Es va proposar de donar-lo a l'Oficina de Patents, però no va acabar en res. Quan la casa s'havia d'enderrocar el 1924, l'habitació i tot el seu contingut es van regalar al Museu de la Ciència de Londres, on es va recrear completament. Es va exposar durant molts anys, però el van tapiar quan es va tancar la galeria que el contenia. El taller continua intacte, i conservat, i hi ha plans per tornar-lo a exposar en un futur proper.

## Polèmica

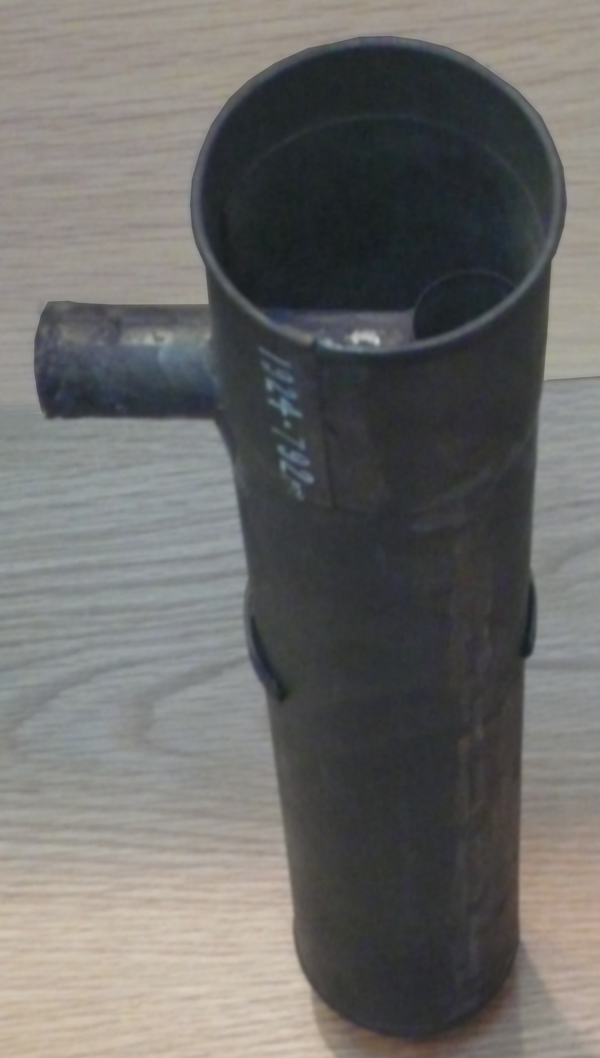
Cambra de condensació original de James Watt.

Com amb molts invents importants, hi ha algunes discussions sobre si Watt va ser l'inventor original i únic d'alguns dels invents que va patentar. No hi ha cap discussió, però, que va ser l'únic inventor del més important de tots, la cambra de condensació separada. Era costum seu (des dels anys 1780) d'avançar-se a les idees d'altres que arribava a conèixer sol·licitant patents amb intenció d'atribuir-se l'invent, i assegurar-se que ningú més no el podria explotar. Com afirma en una carta a Boulton el 17 d'agost de 1784: 
"He fet tantes descripcions de motors per carruatges amb rodes com he pogut en el temps i l'espai que em podia permetre; però és molt defectuós i només pot servir per evitar que d'altra gent facin patents semblants".
Es diu que les seves prohibicions al seu empleat William Murdoch de treballar amb vapor a alta pressió als seus experiments amb locomotores de vapor van retardar-ne el desenvolupament. Watt, amb el seu soci Matthew Boulton, van batallar contra enginyers rivals com Jonathan Hornblower que intentaven desenvolupar motors que no violessin les seves patents.

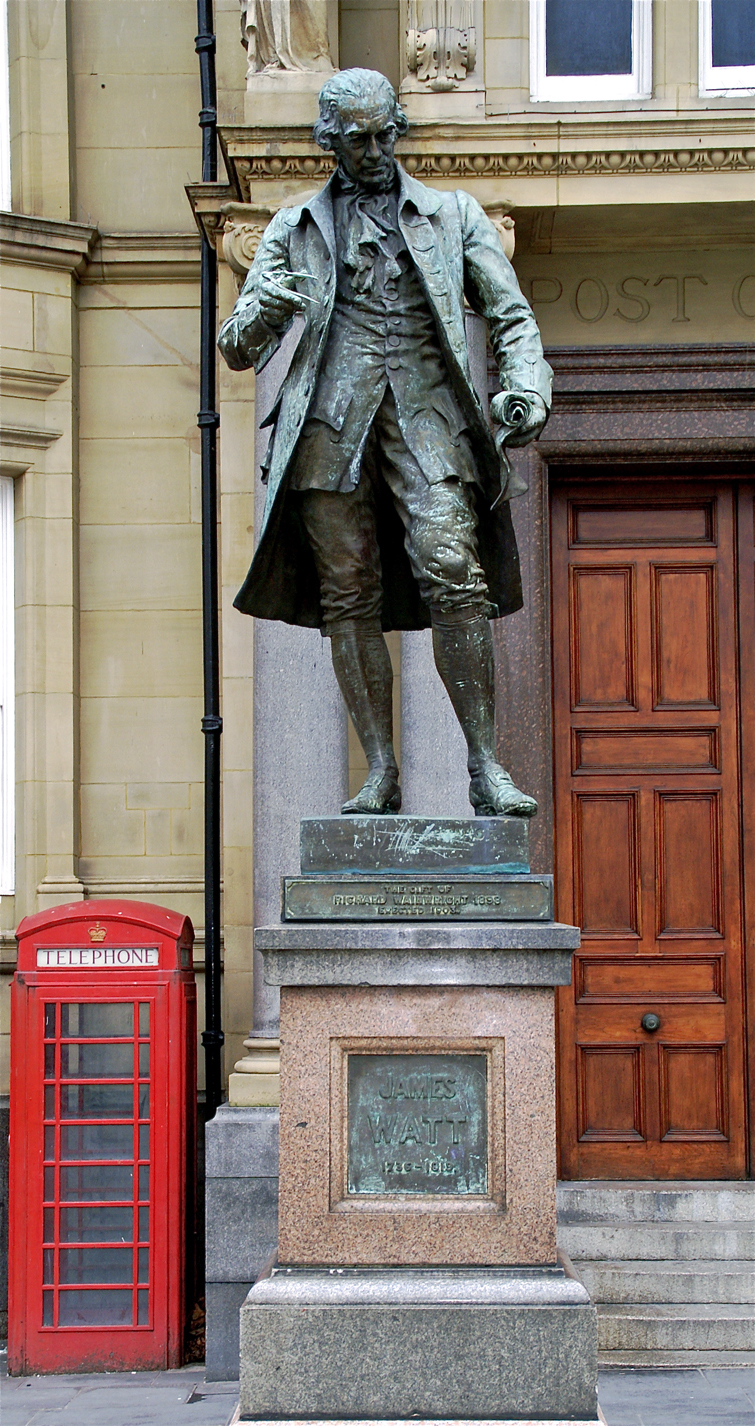
Estàtua d'en James Watt a la plaça City Square a Leeds

Watt va patentar l'aplicació de l' engranatge planetari al vapor el 1781 i una locomotora de vapor el 1784, i tots dos invents sembla que poden haver estat inventats pel seu empleat, William Murdoch. El mateix Watt va descriure l'origen de l'invent de l'engranatge de sol i planeta en una carta a Boulton amb data de 5 de gener de 1782:
"He provat un model d'un dels meus plans antics de motors rotatoris que ha revifat i executat en W. M[urdock] i que mereix incloure's a l'especificació com a cinquè mètode..."
Murdoch no va protestar mai la patent, i va quedar-se com a empleat de Boulton & Watt la major part de la seva vida; l'empresa va continuar utilitzant l'engranatge de sol i planeta als seus motors rotatoris, fins i tot després de la caducitat de la patent de la maneta, el 1974
Watt es va oposar a la utilització de vapor d'alta pressió, i molts inventors com Richard Trevithick van ser pioners en el desenvolupament de motors d'aquest tipus, encara que sovint executant infraccions a la patent de Watt. Els motors de vapor més eficient varen desplaçar als motors de Watt, donant lloc a una altra revolució industrial amb el desenvolupament de la locomotora de vapor.

## Llegat
Les millores de James Watt a la màquina de vapor van transformar la màquina de Newcomen, que amb prou feines havia canviat en cinquanta anys, i van iniciar una sèrie de millores en la generació i l'aplicació de l'energia que van transformar el món del treball; van ser una innovació clau per la Revolució Industrial. És impossible d'exagerar la importància de l'invent: ens va donar el món modern. Una característica clau és que va treure el motor de les mines de carbó remotes on es feia servir com a bomba i va portar-lo a les fàbriques on molts mecànics i enginyers van poder-ne veure les virtuts i les limitacions. Va ser una plataforma a millorar per generacions i d'inventors. Molts veien clar que les pressions més altes que es poguessin obtenir en calderes millorades tindrien com a resultat motors més eficients, i portarien a la revolució en el transport que van suposar poc després la locomotora de vapor i el vaixell de vapor. Va fer possible la construcció de noves fàbriques que, com que ja no depenien de la força de l'aigua, podien treballar tot l'any, i es podien col·locar gairebé a tot arreu. El treball va sortir de les cases, donant com a resultat economies d'escala. El capital podria treballar de manera més eficient, i la productivitat de les fàbriques va augmentar enormement. Va fer possible l'aparició de nous tipus de màquines eina que es podien fer servir per crear màquines millors.

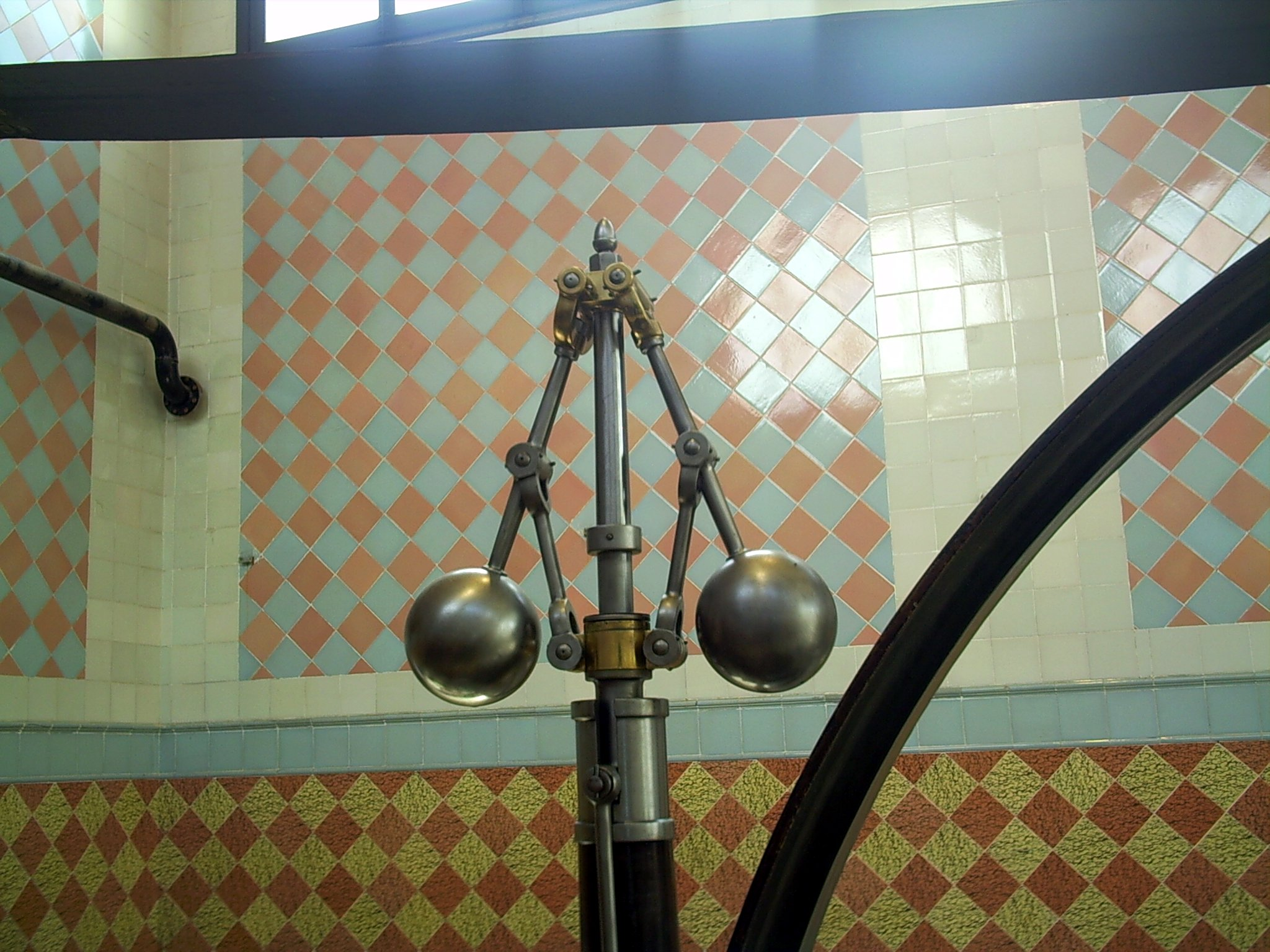
Regulador de Watt, al mNATEC.

Sobre Watt, el novel·lista anglès Aldous Huxley (1894-1963) va escriure: "Per nosaltres, el moment 8:17 del matí vol dir alguna cosa - una cosa molt important, si resulta que és l'hora de sortida del nostre tren de cada dia. Per als nostres avantpassats, un instant qualsevol com aquest no tenia cap significat - ni tan sols existia. En inventar la locomotora, Watt i Stephenson van ser en part inventors del temps."

## Honors
Watt va ser membre de la Royal Society d'Edimburg i de la Royal Society de Londres. També era un dels només vuit socis estrangers de l'Acadèmia Francesa de les Ciències
Encara que ell va crear la unitat anomenada cavall de potència per a comparar la sortida de les diferents màquines de vapor, la unitat del Sistema Internacional que mesura la potència porta el seu nom. El watt es va adoptar pel segon congrés de l'Associació Britànica per l'Avenç de la Ciència el 1889, i per l'onzena Conferència General de Pesos i Mesures el 1960 com a unitat de potència.

## Commemoracions

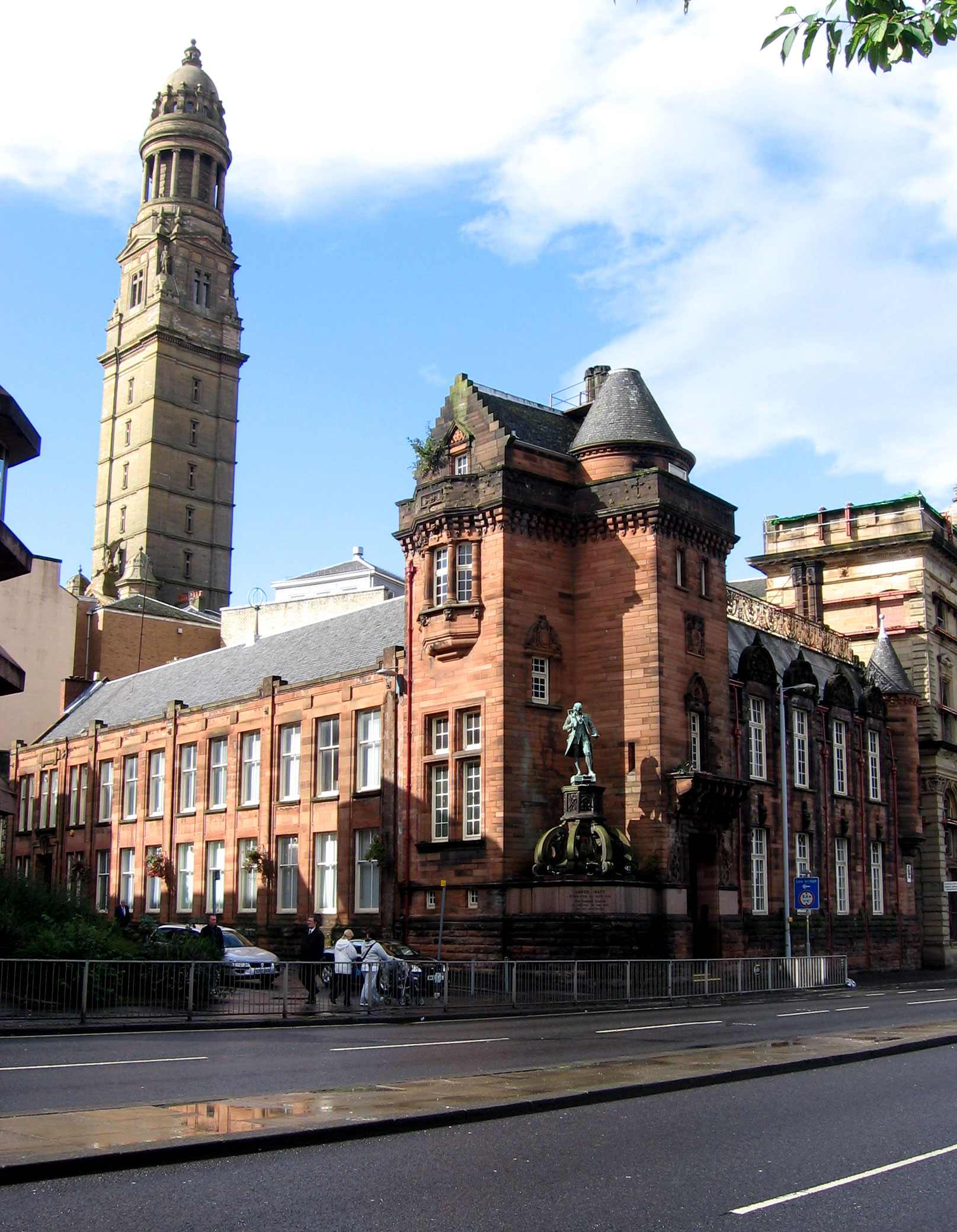
El James Watt Memorial College, construït a Greenock Scotland, centre precursor del James Watt College

Watt va ser enterrat al cementiri de l'església de St. Mary, Handsworth, a Birmingham. L'església es va ampliar, i ara mateix la seva tomba ha quedat dins del recinte de l'església. A Birmingham hi ha diverses estàtues d'ell, sol i amb Boulton i Murdoch. Diferents espais de Birmingham s'anomenen en honor seu, i la casa de Matthew Boulton és ara un museu dedicat a la feina que van fer tots dos. Molts dels seus escrits es conserven a la biblioteca central de Birmingham. La seu de l'Escola d'Enginyeria de la Universitat de Glasgow, on Watt va fer de professor es troba a l'Edifici James Watt.
A prop del seu lloc de naixement, a Greenock, n'hi ha una estàtua, i també diferents llocs i carrers el recorden. Cal destacar la Biblioteca "Watt Memorial" que es va fundar el 1816 amb la donació de la seva col·lecció de llibres científics, i que el seu fill va continuar com a part de la "Institució Watt" i ara és el "James Watt College". Gestionat per l'autoritat local des del 1974, la biblioteca ara també hi allotja la col·lecció d'història local i els arxius de Inverclyde, i està presidida per una gran estàtua sedent al vestíbul. Watt és, a més, commemorat amb estàtues a George Square (Glasgow) i Princes Street (Edimburg).
El James Watt College s'ha expandit des de la seva ubicació original per a incloure els campus de Kilwinning (North Ayrshire), carrer Finnart i el passeig marítim de Greenock, i el campus esportiu de Largs. La Universitat Heriot-Watt prop d'Edimburg en un temps va ser l'Escola d'Arts d'Edimburg, fundada el 1821 com el primer Institut de Mecànica del món però, per commemorar a George Heriot, el financer del segle xvi, i a James Watt, el seu nom va ser canviat a Universitat Heriot-Watt. Desenes d'universitaris i edificis de la universitat (sobretot de ciència i la tecnologia) tenen el seu nom.
El 1824 es va celebrar una junta a Londres presidida pel primer ministre d'estat Comte de Liverpool, i assistida pels primers personatges del regne, en la qual es va resoldre unánimente fer una estàtua de marbre blanc, i col·locar-la a l'Abadia de Westminster, que és el panteó dels herois Anglesos. Va rebre l'encàrrec Francis Leggatt Chantrey, el millor escultor contemporani d'Anglaterra i l'estàtua de Watt va ser la millor obra que va sortir de les seves mans.
La gran pintura James Watt contemplant la màquina de vapor de James Eckford Lauder és actualment propietat de la Galeria Nacional d'Escòcia.
Watt figura en el primer lloc, juntament amb Edison, en una llista de 229 figures significatives de la història de la tecnologia que va elaborar Charles Murray al seu llibre Human Accomplishments". A la llista de les 100 persones més influents de la història elaborada per Michael H. Hart el 1.978, apareix en el 22è lloc.
El maig de 2009, el Banc d'Anglaterra va anunciar que Watt apareixeria en un nou bitllet de 50 lliures, juntament amb Matthew Boulton.

## Cronologia
- 1754: James Watt aprèn el funcionament del comerç d'instruments matemàtics i científics a Londres abans de tornar a Glasgow, on crea un negoci propi.
- 1756 - 1763: inventa diversos instruments matemàtics per a la Universitat de Glasgow.
- 1763 - 1764: repara una màquina de Newcomen, creada per Thomas Newcomen. A partir d'aquest moment comença a pensar en formes de millorar aquesta màquina.
- 1765 - 1770: construeix diverses màquines de Newcomen a Escòcia.
- 1767: supervisa el canal de "Forth and Clyde".
- 1774: comença un negoci amb Matthew Boulton a Soho, prop de Birmingham, per tal de construir una versió millorada de la seva màquina de vapor.
- 1784: patenta la màquina de vapor.
- 1800: es retira a Heathfield Hall, prop de Birmingham.

## Patents

Animació del sistema “Sol I planeta” usant peces de Meccano. Noteu que si el nombre de dents del “Sol” i del “planeta” són les mateixes, l'arbre de transmissió gira dues voltes per una del planeta.

Hi ha documentades sis patents en les que James Wat consta com a únic inventor. Són les següents:
- Patent 913. A method of lessening the consumption of steam in steam engines-the separate condenser. The specification was accepted on 5 January 1769; enrolled on 29 April 1769, and extended to June 1800 by an act of Parliament in 1775.
  - Es tracta de la patent per a un condensador de vapor separat, per estalviar consum de vapor.[10]
- Patent 1,244. A new method of copying letters; The specification was accepted on 14 February 1780 and enrolled on 31 May 1780.
  - Patent per a un copiador de cartes portàtil.[11]
- Patent 1,306. New methods to produce a continued rotation motion – sun and planet. The specification was accepted on 25 October 1781 and enrolled on 23 February 1782.
  - Patent sobre un engranatge planetari.
- Patent 1,321. New improvements upon steam engines – expansive and double acting. The specification was accepted on 14 March 1782 and enrolled on 4 July 1782.[12]
- Patent 1,432. New improvements upon steam engines – three bar motion and steam carriage. The specification was accepted on 28 April 1782 and enrolled on 25 August 1782.
  - Patent sobre l'anomenat "Watt's Linkage".[13][14]
- Patent 1,485. Newly improved methods of constructing furnaces. The specification was accepted on 14 June 1785 and enrolled on 9 July 1785.[15]

## El mecanisme d'engranatges “Sol i planeta”

Animació d'un engranatge “Sol i planeta” construït amb Meccano

La companyia Boulton & Watt tenia el problema que havia de pagar drets a James Pickard per a usar el sistema de biela-manovella, necessari per a transformar un moviment lineal alternatiu en un moviment de rotació. Pickard va proposar bescanviar els drets del condensador de vapor amb els del mecanisme biela-manovella, però Watt s'hi va negar.
Un empleat de Watt, William Murdoch, fou l'inventor del mecanisme de “Sol I planeta”. James Watt va patentar el sistema, aparentment sense cap queixa per part de Murdoch.